# ملا جلال‌الدین محمد منجم یزدی
ملا جلال‌الدین محمد منجم یزدی ملقب به ملا جلال از ستاره شناسان و منجمان مشهور دوران سلطنت شاه عباس یکم بود. وی در علوم فلکی و تنجیم در عهد خود استادی مشهور بود و در سفرها و جنگ‌ها و بیشتر اوقات با شاه عباس همراه و هرگز از او جدا نمی‌گردید و شاه در هر کار مهم با ملاجلال مشورت می‌کرد و بدون مشورت او تصمیم قاطع نمی‌گرفت. از مهمترین آثار او می‌توان تاریخ عباسی را نام برد.